# متحف الظاهرية
متحف الظاهرية يقع المتحف في حصن روماني قديم في بلدة الظاهرية جنوب الخليل بالضفة الغربية.

## الوصف
- تم تأسيس المشروع في عام 2009، بالبلدة القديمة في الظاهرية.[4]

- يتكون مبنى المتحف من  4 وحدات قديمة بالإضافة إلى الساحات والمداخل.[5]

- يحتوي المتحف على قطع أثرية قديمة وتراثية وصور فوتوغرافية، وملابس تراثية، ونصوص مكتوبة، وكتب، وقصائد فولكلورية، ومنحوتات تم جمعها من سكان البلدة والمناطق الفلسطينية.[6]

## أهمية المتحف
- ساهم في نشر الفكر والتاريخ الثقافي.[7]

- الحفاظ على تاريخ المدينة الفلسطينية وعلى أهم الأحداث التي حصلت على أرضها،

- تحويل الكهوف الموجودة في مدينة الظاهرية لتكون المصدر الرئيسي لحفظ الوثائق والتاريخ.[8]